# Kim Sun-woo
Kim Sun-woo (김선우?, Gim SeonuLR, Kim SŏnuMR; Seul, 7 ottobre 1996) è una pentatleta sudcoreana.

## Biografia
Ha rappresentato la Corea del Sud ai Giochi olimpici estivi di Rio de Janeiro 2016 e Tokyo 2020, classificandosi rispettivamente 13ª e 17ª.
Ai mondiali di Alessandria d'Egitto 2022 ha ottenuto l'argento a squadre, l'oro nella staffetta mista e il bronzo nella staffetta femminile.

## Palmarès
- Mondiali

Alessandria d'Egitto 2022: oro nella staffetta mista; argento a squadre; bronzo nella staffetta;
- Giochi asiatici

Incheon 2014: oro a squadre;
Jakarta 2018: bronzo nell'individuale;